# Lithiumsulfat
Lithiumsulfat ist eine chemische Verbindung des Lithiums aus der Gruppe der Sulfate.

## Gewinnung und Darstellung
Lithiumsulfat wird durch Umsetzung von Lithiumcarbonat mit Schwefelsäure dargestellt.
{\displaystyle {\ce {Li2CO3 + H2SO4 -> Li2SO4 + H2O + CO2}}}

## Eigenschaften
Lithiumsulfat kommt auch als Monohydrat vor, welches sich bei 130 °C zum Anhydrat umwandelt.
Das Monohydrat kristallisiert im monoklinen Kristallsystem in der Raumgruppe P21 (Raumgruppen-Nr. 4). Das Anhydrat kristallisiert ebenfalls im monoklinen Kristallsystem, jedoch in der Raumgruppe Raumgruppe P21/c (Raumgruppen-Nr. 14) und 4 Formeleinheiten in der Elementarzelle.

## Verwendung
Lithiumsulfat wird in schnellbindendem Zement und in der Lithiumtherapie eingesetzt. Markenname für Medikamente sind Lithionit und Durettes.
Lithiumsulfat-Einkristalle werden zudem in der Piezoelektrik, Akustik, für Ultraschall-Sender sowie zur Lichtablenkung genutzt.